# تركمان سوريا
التركمان السوريون أو تركمان سوريا (بالتركية: Suriye Türkleri)‏ هم مواطنون سوريون من أصل تركي وصل أجدادهم إلى سوريا خلال العهد السلجوقي في القرن الحادي عشر. اليوم، يشكل التركمان السوريون ثالث أكبر مجموعة عرقية في البلاد، بعد العرب والكرد على التوالي.
خلال الحرب الأهلية السورية، شارك العديد من سكان تركمان سوريا في العمليات العسكرية ضد قوات الحكومة السورية برعاية ودعم من تركيا. وفي الآونة الأخيرة، انضوى كثير منهم  تحت مسمى المجلس السوري التركماني الذي أنشأ جناحا عسكريا  باسم كتائب تركمان سوريا، لحماية المناطق التركمانية.

## التاريخ
لقد كان للتركمان حضور واضح في سوريا منذ القرن الحادي عشر، عندما هاجرت قبائل التركمان الرحل في المنطقة من الأناضول وبلاد ما بين النهرين. وبحلول القرن الثاني عشر، سيطر التركمان على السلطة في سوريا في عهد عماد الدين زنكي، مؤسس السلالة التركية الزنكية، واستقر التركمان في ولاية حلب لمواجهة الصليبيين. في مقابل خدمتهم العسكرية، وزع زنكي الإقطاعات في المنطقة للتركمان. بحلول القرن الـ13، شكل التركمان جزءا من جيوش دمشق وحلب. كما كانوا يعيشون في أحياء تلك المنطقة، بما في ذلك ضواحي المدينة نفسها التي تسمى بالحيدر السليماني. وبالإضافة إلى ذلك، كان لهم وجود على الساحل السوري وفي الجولان. بعد أن دمر سلطان المماليك البحرية بيبرس مدينة قارة أسكن التركمان في المدينة في 1265. بعد عامين أسكن بيبرس المزيد من التركمان في الساحل السوري لحماية المنطقة. كما تم الاستعانة بالتركمان في الاستيلاء على قلعة المرقب من قبل القائد المسلم لقلعة الحصن في 1280. وأشار الكاتب المملوكي القلقشندي أن التركمان شكلوا وحدات في الجيوش النظامية من سوريا الكبرى. كما سجل الكاتب المسلم خليل الظاهري في القرن الخامس عشر الجنود التركمان بلغ عددهم 180,000 في هذه الجيوش، وكذلك 20,000 الأكراد.
سكن التركمان بشكل رئيسي في شمال سوريا حيث انتقلوا إلى أسلوب الحياة المستقرة، بدلاً من حياة التنقل. خلال العهد العثماني (1517-1917)، كانت المجتمعات التركمانية تتمتع بحكم شبه مستقل ويقودها رؤساء وراثيون، فالقبيلة كانت تعتبر الحاكم الفعلي في القرى السورية. وفقاً لسجلات سكان الإمبراطورية العثمانية في 1518، مجموع سكان إيالة حلب (والكثير منها هو حالياً جزء من تركيا) هو 54276، منهم 36217 ينتمون إلى السكان التركمان. خلال القرن السادس عشر، أسكن العثمانيون التركمان في المناطق الريفية حول حمص وحماة لكبح جماح البدو، وليكونوا بمثابة جباة للضرائب.

## حملات الاستيعاب

### التعريب
سياسة الاستيعاب التي طُبقت على تركمان العراق، قد بلغت ذروته في عهد نظام صدام حسين، لكن تم تطبيقها على التركمان السوريين مبكراً في العقد الثالث من القرن التاسع عشر. حيث تم حرمانهم من كافة الحقوق القومية والثقافية، ليست لديهم مدارس لتعليم أطفالهم لغتهم الأم، في حين تم منح الطوائف الأخرى الحقوق في تعليم لغتهم.
حيث منع إدخال أي مطبوع مما هو مكتوب باللغة التركية مثل الصحف والمجلات والكتب قد حُرم التركمان السوريين القراءة في اللغة الأم. وعلاوة على ذلك، اعتبار امتلاك هذه المطبوعات جريمة ويعتبر خيانة. وكذلك السينمات لا يمكن أن تعرض أفلام تركية.
في الأربعينات، تعرضت المناطق التركمانية للعديد من غارات العرب. في 21 يوليو 1945، قرية Kebere بالمقاطعة الفرعية من البوجاق، تعرضت لغارة. قتل فيها زعيم القرية و4 أطفال له وسرق منزله. ووقع هجوم آخر في قرية سالمير من منطقة باير-بوجاق يوم 29 يوليو عام 1945، حيث لقي خمسة مصرعهم وجُرِح خمسة آخرون.
انخفض التمثيل المجتمعي لتركمان سوريا في البرلمان عمداً بعد الاستقلال، وكان لا يسمح لهم أن يمثلوا قوميتهم في مجلس الشعب السوري في الانتخابات 1954. وفي عام 1953 تم إلغاء النظام الطائفي تماماً. والمزيد من التشريعات التي قلصت الأحوال الشخصية الخاصة بهم. كما أنهم منعوا من المشاركة في القطاعات العسكرية والأمنية، ومنعهم من الحصول جوازات السفر، كما تم حظرهم من أن يعينوا في المكاتب الحكومية ولم يسمح لهم بإنشاء الجمعيات الثقافية والاجتماعية والرياضية ورفض طلبها في عام 2005. كما أن وضع تعليمهم هو أقل شأناً من العرب، فالأطفال الذين لم يتعلموا العربية يجدون صعوبة حقيقة في تعلمها في المرحلة الابتدائية.
من خلال تشريعات الإصلاح الزراعي في عام 1958 فقد المجتمع التركماني الزراعي الغالبية العظمى من أراضيهم، وخاصة في محافظة حلب، التي نقلت لاحقاً إلى العرب. وتقييد زراعة التبغ آذى التركمان أكثر من الطوائف الأخرى. حُرِم التركمان أيضاً من الدعم الحكومي للمزارعين، والذي يشكل مبلغاً مهمّا في اشتراكية سوريا.

## مناطق تركز التركمان
جاء التركمان إلى سوريا في عدة موجات من الهجرة. اعتمد كلاً من السلاجقة والمماليك الذين يعيشون في المنطقة على التركمان في جيوشهم، وتكوّن في دمشق طبقة من العائلات الأرستقراطية من التركمان.
كما أعيد توطين سكان القرى التركمانية من قبل الإمبراطورية العثمانية خوفاً من الاضطرابات وأعمال الشغب التي تسببت فيها القبائل البدوية خلال فترات الجفاف. جعل عدم الاستقرار في الإمبراطورية العثمانية صعوبة في السيطرة على القبائل. كان الكزيل باش زعيم بارز مناهض للعثمانيين. بعد عودة العثمانيين من الفتوحات في أوروبا إلا أنهم كانوا قادرين على إخماد الأنشطة الثورية في المنطقة وتوطين التركمان إلى القرى في محافظة اللاذقية وحلب وحمص وحماة، وفي الجولان[بحاجة لمصدر] واليوم في سوريا 523 قرية تركمانية.
وبالقرب من حماة وحمص، وهناك عدد من القرى التي يبلغ عدد سكانها التركمان الأغلبية، بما في ذلك ، عقرب، طلف.

## تركمان الجولان
تركمان الجولان، (باللغة التركية Golan Türkleri أو Golan Türkmenleri) هم من قبائل الغز أو الأوغوز التركية، ويتكلمون لهجة تركية خاصة بهم تعرف باسم لهجة تركمان الجولان. سكن التركمان هضبة الجولان على عدة مراحل أكبرها انطلقت في القرن الخامس الهجري والحادي عشر الميلادي إبان الحملات الصليبية على المشرق العربي. امتهنوا بعد انتهاء الحملات الصليبية الزراعة وتربية الحيوانات، وعملوا بهما حتى حرب 1967، التي تعرف أيضاً باسم نكسة حزيران وتسمى كذلك حرب الأيام الستة، حيث قامت إسرائيل بتهجيرهم من قراهم، فاتجهوا نحو العاصمة السورية دمشق، وسكنوا في عدد من أحيائها، فيما سكن القليل منهم في مدينة حمص، وذلك حتى اندلاع الأزمة السورية عام 2011. حيث أجبر تركمان الجولان الذين يقدر أعدادهم بنحو 50 ألف نسمة على مغادرة أحيائهم في دمشق بسبب أحداث العنف التي شهدتها تلك الأحياء، وانتقل معظمهم إلى مدينتي عثمانية (محافظة) وإسطنبول التركيتين، فيما لجأت بعض الأسر إلى قرى ريف القنيطرة كمدينة البعث والكوم، ولجأت بعض العائلات إلى دول في الاتحاد الأوروبي مثل السويد وألمانيا، وبعض الدول العربية مثل المملكة الأردنية الهاشمية وجمهورية مصر العربية.

### هجرة التركمان إلى الجولان وتواجدهم فيه
هاجر التركمان أو الغز (أحد فروع الشعوب التركية) إلى بلاد الشام على عدة مراحل أكبرها انطلقت في القرن الخامس الهجري والحادي عشر الميلادي، تحت اسم السلاجقة التركمان، بعد انتصارهم على الغزنويين في معركة داندقان في خراسان الكبرى، بقيادة الأمير التركماني طغرل بك، واتجهوا نحو الغرب إلى العراق، ودخولهم بغداد عام 1040، م لإنهاء حكم البويهيين والتخلص من البساسيري، وإعادة الخليفة أبو جعفر عبد الله القائم بأمر الله إلى عرشه في بغداد، فأصبح قادة السلاجقة التركمان بدءاً من طغرل بك سلاطين الشرق والغرب، بنوا إمبراطورية كبيرة، امتدت حدودها في عهد ألب أرسلان وابنه جلال الدولة ملك شاه من الصين شرقاً إلى أفريقيا غربا، بما فيها بلاد الشام، وتعتبر معركة ملاذكرد بقيادة القائد السلجوقي ألب أرسلان، من المعارك المهمة في التاريخ الإسلامي، انتصر فيها السلاجقة التركمان على جيوش الإمبراطور الروماني رومانوس ديوجينيس (إنكليزية Romanos IV Diogenes)، وتم أسر الإمبراطور نفسه في تلك المعركة. وعندما ترك السلطان ألب أرسلان مدينة حلب لقتال الروم، استخلف وراءه القائد السلجوقي أتسز بن أوق، أحد قواد السلاجقة البارزين، ليحرر الشام من سلطة الدولة الفاطمية. توجه أتسز بن أوق نحو دمشق وحاصرها فلم يستطع دخولها لحصانتها، فجمع قبائل التركمان في منطقة الجولان وسار بهم إلى فلسطين، فحرر معظم مناطقها وانتزع الرملة وطبريا وبيت المقدس من الفاطميين، واتخذ مدينة القدس مركزا لغاراته على دمشق، حتى دخلها دون قتال عام 1076 م، وأصبحت دمشق مقر إقامته. في هذه الفترة توضعت بعض القبائل التركمانية في الجولان وشمالي فلسطين، ولم تتوقف هجرات القبائل التركمانية إلى منطقة الجولان وأخذت تتواصل بين المد والجزر، وكانت آخر تلك الهجرات، هجرة قبائل الـ يوروك في أواخر العهد العثماني، إذ هاجرت من الأناضول وتوضعت في قرية عين عيشة، وسكن قسم منهم مع الشركس في قرى جويزة وعين زيوان والفحام (قرية) والغسانية والخشنية والقنيطرة (سوريا)، فكانت منطقة الجولان عبارةً عن خزانٍ يستقطب الهجرات التركمانية من الأناضول وآذربيجان.

### استقرار التركمان في الجولان
شملت فعاليات تنقل التركمان في الجولان مناطق صفد وعكا ومرج ابن عامر في فلسطين غرباً، وجبل حرمون (جبل الشيخ) شمالاً، وسهول حوران شرقاً، ووادي اليرموك جنوبا، حيث كان لهم نظام خاص في التنقل السنوي يسمى (يايلاق وقشلاق) ويايلاق تعني المصيف، فيما تعني قشلاق المشتى، وكان من عادة تركمان الجولان أن يسكنوا في بيوت متنقلة دائرية مصنوعة من اللباد تسمى (أوتاغ)، ثم استبدلت هذه البيوت ببيوت من شعر الماعز سميت بـ (قيل أوي)، وذلك في فترة اليايلاق. فيما سكنوا بيوتهم المصنوعة من الحجارة ذات السقوف القرميدية الحمراء والتي يسمونها (چاتيلي أو) في فترة القشلاق. اختار التركمان أراضي منطقة القطاع الأوسط من الجولان، وهي في الوقت عينه منطقة قريبة من الحدود السورية الفلسطينية، وذلك لوفرة مياهها وينابيعها، وخصبة تربتها، ووقوعها على طريق دمشق – القدس، وعلى ضوء تطويب الأراضي والتملك الذي تم في الجولان، تملك التركمان أراضي قراهم وذلك بشكلٍ رسمي، حيث تملكوا قرى هي القادرية، التي تتوسط قرى التركمان، وكانت مركز رئاسة العشائر التركمانية، ثم سنديانة، وعين القرة، والرزانية، وضابية، والأحمدية (القنيطرة)، وعين السمسم، وتقع تلك القرى إلى الجنوب من طريق دمشق - القنيطرة المؤدي إلى القدس، أما القرى التي تقع في شمالها فهي كفر نفاخ والمغير طبلستان وحفر وحسينية (قرية) التركمان وعين العلق وعليقة الشمالية، وأما قرية عين عيشة فسكانها من قبائل اليوروك، الذين هاجروا من الأناضول عام 1860، وتقع قريتهم إلى الجانب الأيمن من الطريق الواصل بين القنيطرة والحمة فالأردن. ويقدر عدد سكان التركمان في الجولان بحدود 50 ألف نسمة، سكنوا بعد نزوحهم من قراهم واحتلال أراضيهم من قبل إسرائيل عام 1967 في أحياء مدينة دمشق مثل المزة – برزة – عش الورور - الحجر الأسود (مدينة) – التضامن ـ جوبر – حي القدم – جديدة عرطوز - والذيابية، ضمن أحياء سميت بأسمائهم، وقليل منهم سكنوا في حمص وحلب.

## السكان

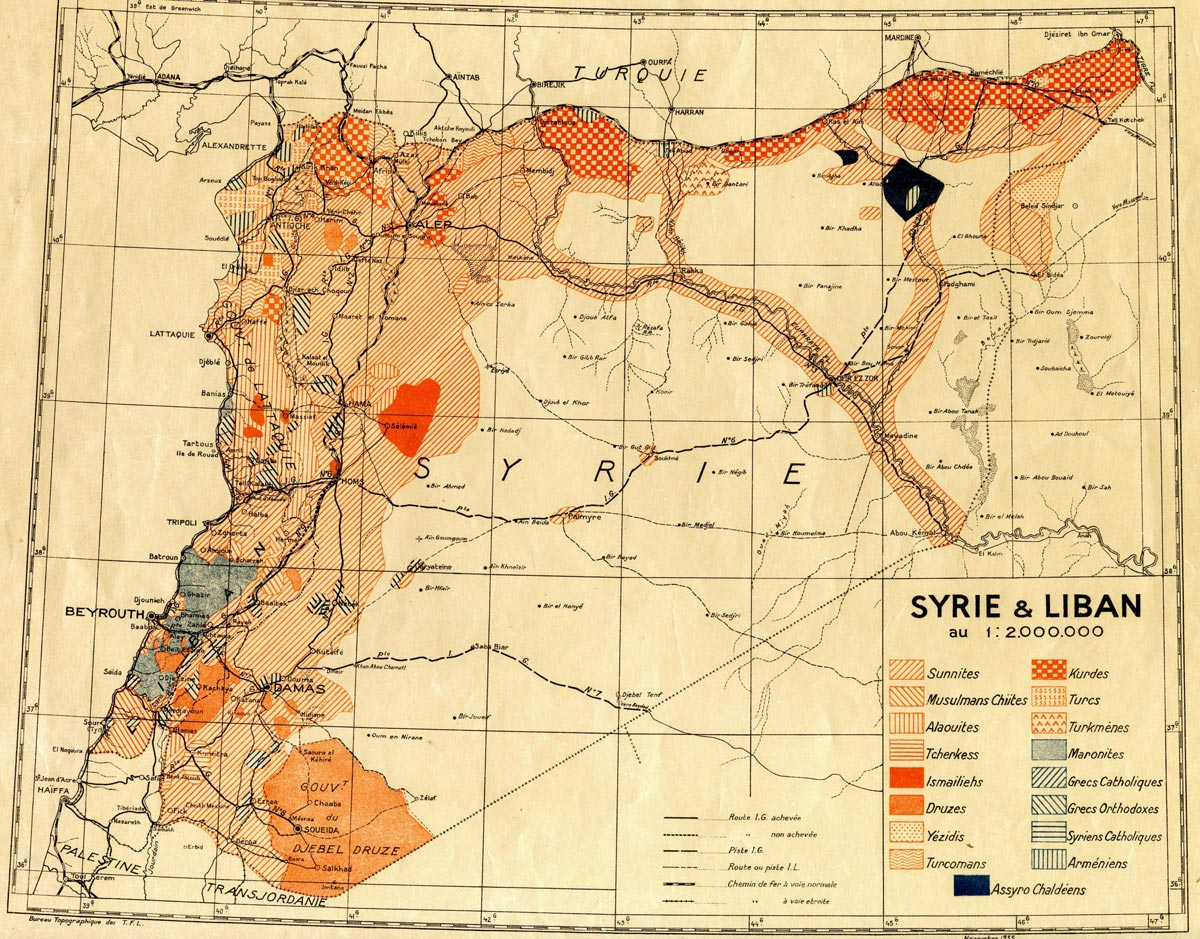
خريطة الجماعات الدينية والعرقية في سوريا ولبنان (1935) (1935)

لا توجد تقديرات واضحة لعدد التركمان في سوريا. وتقول عدة مصادر منها حوالي 100,000 وقد زعم بعض التركمان السوريين من جهة أخرى عددهم ما بين 3،000,000و4,000,000 ، في حين أعلن المجلس الوطني التركماني حيث بلغ عدد التركمان في سوريا 3.5 مليون.

## الناحية الاجتماعية
تأثير التركمان والأتراك، في الحياة الاجتماعية السورية واضح وجلي، من خلال استخدام المفردات اللغوية التركية في اللهجة العامية، وتأثرت التقاليد التركمانية بثقافة وتراث تلك الشعوب والتأثير بها وبالإضافة إلى بعض العادات والتقاليد التركية التي أصبحت جزءاً من الحياة اليومية في البلاد.

## الوضع الحالي
نظراً للحرب الدائرة بسوريا بين قوات النظام السوري وقوات الجيش الحر، استغل حزب الاتحاد الديمقراطي ذو التوجهات الكردية الوضع القائم بسوريا بتهجير التركمان والعرب من كافة أنحاء البلاد الحدودية السورية وقام باحتلالها المقاتلون الأكراد أتباع ذلك الحزب الكردي، حيث قامت القوات الكردية بطرد نحو 5 آلاف شخص خلال الأشهر الماضية من قرية (حمام تركمان الشمالي) بعد تجميعهم في إحدى مدارس القرية وإنذارهم بالخروج بنفس الذريعة وهي الدواعي الأمنية، إلى أن عدد المهجرين من قريتي حمام التركمان وتل أبيض وصل إلى ما يقرب من 10 آلاف شخص. ذلك لغرض تكوين دويلة كردية داخل الأراضي السورية.